# گراند لژ اسکاتلند

آرم گراند لژ اسکاتلند

گراند لژ اسکاتلند یکی از بزرگ‌ترین لژهای فراماسونری بریتانیا است که در سال ۱۷۳۶ در اسکاتلند تأسیس شده‌است. 